# 11152 Оміне
(11152) Оміне (лат. Oomine) — астероїд, що належить до групи астероїдів, які перетинають орбіту Марса. Його відкрив 25 грудня 1997 року японський астроном Кобаясі Такао в обсерваторії Оїдзумі. Названий на честь священної гори Оміне в префектурі Нара в Японії.